# Грицишин Віталій Зіновійович
Віта́лій Зіно́війович Грици́шин (нар. 21 липня 1982 року, м. Павлоград, Дніпропетровська область  — 5 вересня 2020 року, смт Верхньоторецьке, Ясинуватський район, Донецька область) — старший солдат 46-го окремого штурмового батальйону «Донбас» 54-ї окремої механізованої бригади імені Гетьмана Івана Мазепи Збройних сил України, учасник російсько-української війни.

## Із життєпису
Народився 12 липня 1982 року в Павлограді, закінчив Павлоградську середню школу № 17.
Мобілізований на військову службу в 2015 році, служив у 93-й окремій механізованій бригаді. Після завершення служби, в 2016 році, підписав контракт зі Збройними силами України.
Учасник Антитерористичної операції на сході України та Операції об'єднаних сил на території Луганської та Донецької областей від 2015 року.
Загинув 5 вересня 2020 року біля смт Верхньоторецьке внаслідок вибуху на мінному полі ворога під час гасіння пожежі. Разом з Грицишиним загинув старший сержант цього ж підрозділу Володимир Хоменко. Військовослужбовці залишились відрізані вогнем від основних сил в, так званій, «сірій зоні».
Похований 8 вересня 2020 року в Павлограді, на Єврейському цвинтарі. Прощання відбулось на подвір'ї Будинку культури ветеранів. Залишились батьки, брат, дружина та син.

## Нагороди та відзнаки
- 6 грудня 2020 року, Указом Президента України №537/2020, — за особисті заслуги у зміцненні обороноздатності Української держави, мужність і самовіддані дії, виявлені у захисті державного суверенітету та територіальної цілісності України, зразкове виконання військового обов’язку, — нагороджений орденом «За мужність» III ступеня (посмертно)[5].